# أمسكرود
أمسكرود هي جماعة قروية في عمالة أكادير إداوتنان بجهة سوس ماسة. يقع مركز الجماعة على الطريق الوطنية رقم 11، ويبعد عن أكادير بـ 25 كلم، وتضم الجماعة القروية لأمسكرود 9351 نسمة، حسب الإحصاء العام للسكان والسكنى لسنة 2014. ويرتبط اسم أمسكرود كثيراً بحوادث السير خصوصاً على مستوى الطريق السيار أكادير - مراكش، في المقطع الطرقي المسمى محلياً منحدر أمسكرود. ويعتبر هذا المنحدر الذي يمتد على مسافة 20 كلم من بين النقط السوداء ويعد أحد أصعب المنحدرات التي تواجه السائقين خصوصاً سائقي الشاحنات، وقد عرف هذا المنحدر العديد من حوادث السير المميتة منذ تدشين الطريق السيار بين أكادير ومراكش.

## تاريخ
منطقة أمسكرود هي منطقة تاريخية عريقة إتخذها المولى إسماعيل موقعا إستراتيجيا مهما، حيت جعل منها نقطة هامة لمراقبة القوافل التجارية القادمة من والى الصحراء، وبنى بها قصبة له والتي أصدر بها مجموعة من الأحكام آنذاك وقد عرفت منطقة أمسكرود إزدهارا كبيرا ونشاطا تجاريا واسعا في عهده.
كما أن بعض المصادر، تشير إلى أنه خلال فترة حكم السعديين، كان الشيخ السعدي قد حل بأمسكرود من أجل تشييد مدينة، على غرار تزنيت وتارودانت، وذلك في أفق إحداث مثلث نافع لسوس، غير أن السلطان كان قد قتل في تلك الفترة، فأُلغي مشروع بناء مدينة أمسكرود. 
ورد ذكر المنطقة بإسم " مسكروظان" في كتاب اخبار ابن تومرت لأبي بكر ابن علي الصنهاجي الملقب بالبيذق( صفحة 91 ) و ذكر أن عبد المؤمن بن علي الكومي أثناء ثورة الموحدين على المرابطين ، قد أعد فيه كمينا للجيش المرابطي بقيادة  ربتير الأول ،الأمير الكطلاني الذي كان في خدمة علي ابن يوسف ابن تاشفين وهذه الاحداث وقعت قبل سيطرة الموحدين على الحكم . وأنه عقب هدا الكمين أغلق ممر الهبوط الى سهل سوس على الجيش المرابطي . ( ملخص من كتاب أخبار ابن تومرت صفحة 91 لأبي بكر ابن علي الصنهاجي)

## التعليم
قائمة المؤسسات التعليمية في أمسكرود:
- مجموعة مدارس الهضاب (المركزية: أمسكرود / الوحدات: تلفونت - تلعينت - تكوشت)
- مجموعة مدارس آمنة بنت وهب (المركزية: تماعيت أوفلا / الوحدات: ويكران - تحبوست - تانفيست)
- مجموعة مدارس تورار (الدواوير: تورار، بويحيا)
- مجموعة مدارس سيدي بوسحاب (المركزية: سيدي بوسحاب / الوحدات: الزاوية - بوزكار - أكفاي)
- إعدادية العقاد

تتوفر أمسكرود على دار للطالبة ودار للطالب، ويتم توفير حافلات النقل المدرسي مجاناً لجميع تلاميذ الجماعة.
> المشاريع المستقبلية:
- يتم حاليا دراسة مشروع تحويل مجموعة مدارس سيدي بوسحاب إلى مدرسة جماعاتية.
- كما يتم دراسة إمكانية بناء ثانويتين إعداديتين، الأولى بالقطب السهلي والثانية بالقطب الجبلي.

## الاقتصاد
يتوفر مركز الجماعة على سوق أسبوعي، وينشط في أمسكرود العديد من الجمعيات والتعاونيات المحلية التي تقوم بإنتاج زيت الأركان بإعتباره المنتوج الرئيسي بالمنطقة، ويأتي في الدرجة الثانية العسل الحر بشتى أنواعه، ثم الأعشاب الطبية المختلفة وغيرها من المنتوجات الطبيعية التي تجعل من أمسكرود من أهم المناطق الرائدة في إنتاج المنتوجات الطبيعية، نظرا لجودة هذه المنتوجات ووفرتها بالمنطقة. كما تعتبر أمسكرود منطقة توقف واستراحة للعديد من السائقين الذين يعبرون الطريق الوطنية رقم 11.
ويتوفر المركز على محطتين للوقود، وعلى وكالة بنكية وبريدية تابعة لمجموعة بريد المغرب والبريد بنك.

## النقل والطرق
في أكتوبر 2023، وخلال الدورة العادية للمجلس الجماعي لأمسكرود، تم دراسة إشكالية النقل العمومي بتراب الجماعة وبحث إمكانية تزويد جماعة أمسكرود بحافلتين بحضور ممثلي الشركة المحلية للنقل بأكادير الكبير والتأكيد على استعجالية إيجاد حل ناجع لهذا المشكل لوضع حد للمعاناة اليومية للساكنة من أجل التنقل من وإلى دواوير الجماعة.

## الصحة
- المركز الصحي لأمسكرود

## الجمعيات
- جمعية الدفاع الرياضي أمسكروض
- جمعية أسفار للخدمات الصحية

## الأمن والإدارة
يضم مركز جماعة أمسكرود مقر قيادة أمسكرود، ومركز للدرك الملكي

## الثقافة
- مهرجان باب سوس

## وصلات خارجية
- الصفحة الرسمية لجماعة أمسكرود (فايسبوك)